# Unstable Molecules
Unstable Molecules est une bande dessinée de Guy Davis (dessin) et James Sturm (scénario) publiée en une mini-série de quatre comic books puis recueillie en album par Marvel Comics en 2003. Sturm imagine que, pour créer Les Quatre Fantastiques, Stan Lee et Jack Kirby se sont inspirés de quatre personnes qu'ils ont rencontrées à un cocktail de l'université Columbia à la fin des années 1950. La bande dessinée suit la vie de ces quatre personnes fictives jusqu'à leur rencontre à cet évènement mondain. 

## Prix et récompenses
- 2004 : Prix Eisner de la meilleure mini-série